# 口蓋垂ふるえ音
口蓋垂ふるえ音（こうがいすい ふるえおん、英: uvular trill）は、子音の種類の一つで、後舌面を口蓋垂に近づけて呼気によってふるわせて出す音。特に有声のものを指し、有声口蓋垂ふるえ音を国際音声記号では [ʀ] と書く。
有声口蓋垂摩擦音 [ʁ] と音的に似ているが、有声口蓋垂摩擦音は後舌面が平らかやや盛り上がって調音されるのに対し、口蓋垂ふるえ音は後舌面をへこませてできた縦方向の溝の中で口蓋垂が振動することによって発声される。

## 特徴
- 気流の起こし手 - 肺臓気流機構からの呼気。
- 発声 - 声帯の振動を伴った有声音。
- 調音
  - 調音位置 - 後舌背と口蓋垂による口蓋垂音。
  - 調音方法
    - 口腔内の気流 -
    - 調音器官の接近度 - 瞬間的な閉鎖と開放を繰り返すふるえ音。
    - 口蓋帆の位置 - 口蓋帆を持ち上げて鼻腔への通路を塞いだ口音。

## 言語例
フランス語や現代ドイツ語で現れる。ヨーロッパ以外ではまれで、アブハズ語等で見られる。また、ラテン語や古代ギリシャ語でも見られた。また、ユダヤ人の方言でしばしば /r/ はこの音で発音され、ユダヤ系の血を引くレーニンはロシア語の р (r) を口蓋垂ふるえ音で発音したことで有名。無声口蓋垂ふるえ音は、フランス語で子音の前後に現れる。